# SC Kriens
Der Sportclub Kriens ist ein Schweizer Fussballverein aus Kriens in der Agglomeration Luzern. Der Klub wurde im Jahre 1944 gegründet und spielt nach dem Abstieg aus der Challenge League 2022 seit der Saison 2022/23 wieder in der Promotion League.
Acht Juniorenmannschaften gehören beim SC Kriens zum Bereich Spitzenfussball, die FE13, FE14, U15 und U16 bilden mit den Nachwuchsteams des FC Luzerns und Zug 94 das Team Innerschweiz. Die Klubfarben sind grün-weiss.

## Geschichte
Im Jahr 1920 wurde von einigen Fussballfreunden der erste Versuch unternommen einen Fussballverein zu gründen. Mehr als sein sechsjähriges Bestehen konnte der Verein allerdings nicht feiern. Aufgrund eines Bauvorhabens wurde das Spielfeld enteignet und der Klub aufgelöst.
1931 wurde der Rasensportklub Kriens ins Leben gerufen. Allerdings stand das Unterfangen wiederum unter einem schlechten Stern, da mit dem Beginn des Zweiten Weltkrieges das Spielfeld fortan als Kartoffelfeld dienen musste und der Sportklub zum zweiten Mal aufgelöst wurde. Ein dritter Anlauf kurz vor Ende des Krieges im Jahre 1944, die Gründung des Sportclub Kriens, hatte dann mehr Erfolg.

Ehemaliges Logo

Die ersten Erfolge feierte der Verein allerdings erst rund 15 Jahre später mit dem Aufstieg in die 2. Liga. Dort verblieb man jahrelang, bis in der Saison 1971/1972 der Aufstieg in die 1. Liga gelang. Bereits zwei Saisons später schaffte der SC Kriens erstmals den Sprung in die zweithöchste Spielklasse der Schweiz – die NLB. In der Saison 1980/81 kam dann ein Rückschlag mit dem Abstieg in die 1. Liga. Dort blieb man dann die nächsten neun Jahre mit Ausnahme der Saison 1986/87 (NLB). 1990 kam die Rückkehr in die NLB und am 12. Juni 1993 schaffte der Verein dann gar den Aufstieg in die höchste Spielklasse, die NLA. Es folgt der sofortige Wiederabstieg in die NLB. Dort verblieb man für die nächsten drei Jahre, ehe ein zweiter Aufstieg in die höchste Schweizer Liga gelang.
Die Saison 1997/98 begann mit Siegen gegen die Grasshoppers aus Zürich und andere Spitzenteams zwar erfolgreich, doch folgte in der zweiten Saisonhälfte der Einbruch. Auch dieser Höhenflug endete mit dem sofortigen Wiederabstieg. Bis zur Saison 2007/08 spielte der Verein in der Challenge League, stieg dann aber in die 1. Liga ab. In der Saison 2009/10 spielt der SC Kriens wieder in der Challenge League, nachdem das Team in der Aufstiegsrunde alle Spiele für sich entscheiden konnte. Nach Rang 15 in der Saison 2011/12 musste der SC Kriens erneut absteigen, diesmal in die neu gegründete 1. Liga Promotion. Nach dem Abstieg aus der Promotion League 2013/14 in die 1. Liga, gelang dem SC Kriens ein Jahr später, am Ende der Saison 2014/15, der sofortige Wiederaufstieg zurück in die Promotion League. Am vorletzten Spieltag der Saison 2017/18 sicherte sich der SC Kriens den Wiederaufstieg in die Challenge League nach sechsjähriger Abwesenheit. Bereits neun Spieltage vor dem Ende der Saison 2021/22, am 19. März 2022, stand der erneute Abstieg des Vereins in die Promotion League fest. Trotz eines 0:0 gegen den FC Schaffhausen und somit dem ersten Punkt nach zuvor 14 Niederlagen betrug der Rückstand auf Platz neun bereits 28 Punkte, somit stieg Kriens nach vier Jahren in der Challenge League wieder ab. Nach dem Abstieg kam es zu einem grossen Umbruch in der Mannschaft und beim Staff.
Im Laufe der Jahre schafften zahlreiche Spieler des SC Kriens den Sprung in höhere Spielklassen. Darunter befinden sich Fabio Coltorti (GC), Francisco Neri (YB), Mark Disler (FCS), Michel Renggli (GC), Thomas Häberli (YB), David Sène (heute Assistenztrainer bei Neuchâtel Xamax), Claudio Lustenberger (FCL), Gonzalo Zárate (GC) und Valentin Stocker (FC Basel).

## Grösste Erfolge
Als grösste Erfolge können die beiden Aufstiege in die oberste Spielklasse (Saisons 92/93 und 96/97) angesehen werden.
Im Rahmen des SRS-Turniers in Kriens, heute Autorama-Cup genannt, besiegte der SC den deutschen Rekordmeister FC Bayern München.
Ein neuerlicher Grosserfolg für den ambitionierten Sport-Club Kriens war der erstmalige Vorstoss in die Halbfinals des Schweizer Fussball-Cups (des sogenannten Swisscom-Cup). Dort gab es am 5. April 2010 gegen den «Goliath» des Schweizer Fussballs, dem FC Basel, eine knappe 0:1-Niederlage.

## Ehemalige Spieler
- Thomas Häberli (1999–2000), Stürmer, 22 Spiele – 8 Tore
- Gabriel Urdaneta (2003–2004), Mittelfeldspieler, 22 Spiele – 6 Tore
- Claudio Lustenberger (2003–2004, 2005–2006), Verteidiger, 63 Spiele – 1 Tor
- Valentin Stocker (2004–2005), Mittelfeldspieler, 1 Spiel – 0 Tore
- Marco Schneuwly (2006–2007), Stürmer, 32 Spiele – 9 Tore

Weitere ehemalige Trainer/Spieler sind in der Kategorie:Person (SC Kriens) zu finden.

## Stadion
Von 1970 bis 2017 spielte der Klub im Stadion Kleinfeld, welches ein Fassungsvermögen von rund 5'100 Plätzen besass. Das Stadion wurde 2016 komplett abgerissen. Auf den Wiederaufstieg in die Challenge League wurde 2018 das Sportzentrum Kleinfeld mit 3'200 Plätzen eröffnet.

## Nachwuchs
Der Sportklub Kriens ist ein typischer Ausbildungsverein und hat eine der grössten Nachwuchsabteilungen der Schweiz. So wurden bereits einige namhafte Spieler hervorgebracht. Mit Fabio Coltorti, bis 2018 bei RB Leipzig unter Vertrag gewesen und mittlerweile zurückgetreten, und Valentin Stocker (momentan beim FC Basel) schafften es zwei Krienser Eigengewächse in den Kreis der Nationalmannschaft.

## Breitensport
Beim SC Kriens spielt der Breitensport ebenfalls eine gewichtige Rolle, wobei die Infrastruktur aus allen Nähten platzt. Dem ganzen Verein stehen neben dem Hauptfeld, drei Nebenfelder und ein Allwetterplatz zur Verfügung. Dies bei 37 Mannschaften.